# Tetradonia megalops
Tetradonia megalops är en skalbaggsart som först beskrevs av Thomas Casey 1906.  Tetradonia megalops ingår i släktet Tetradonia och familjen kortvingar. Inga underarter finns listade i Catalogue of Life.